# Dicranota (Amalopina) melanoleuca
Dicranota (Amalopina) melanoleuca is een tweevleugelige uit de familie Pediciidae. De soort komt voor in het Oriëntaals gebied.